# Volo Associated Air Transport 1-6-6A
Il 7 gennaio 1953, un Curtiss C-46F Commando operante come volo Associated Air Transport 1-6-6A si schiantò sul terreno a circa 8 miglia a ovest di Fish Haven, Idaho, uccidendo tutte le 40 persone a bordo. L'aereo era sceso in un'area con condizioni adatte alla formazione di ghiaccio, causandone un forte accumulo sull'ala, schiantandosi infine sul fondo di un burrone.

## L'incidente
Il volo partì dal Boeing Field alle 00:50 MST e proseguì verso l'aeroporto di Cheyenne. Trasportava 37 soldati statunitensi impegnati nella guerra di Corea, di ritorno a casa dalle loro famiglie. Alle 3:58, il pilota riferì di aver sorvolato Malad City e stimò di raggiungere Rock Springs alle 4:45. Tuttavia non furono più ricevute ulteriori comunicazioni dal Curtiss.
Successivamente si scoprì che il velivolo aveva colpito diversi pini, era scivolato in un burrone ed era entrato in collisione con la base di una collina dall'altro lato della gola.

## L'aereo
Il Curtiss C-46F Commando era registrato come N1648M (MSN 22395). Aveva volato per la prima volta nel 1945 e, al momento dell'incidente, aveva accumulato 1941 ore di volo.

## L'incidente
Gli investigatori stabilirono che, mentre volava vicino alle montagne tra Malad City e Bear Lake, l'aereo scese involontariamente in un'area di ghiaccio e turbolenza, per evitare le nuvole temporalesche. Il ghiaccio cominciò a formarsi sulle ali dell'aereo, il che portò a un calo delle prestazioni dell'aereo e, infine, all'impatto dell'aereo contro una collina in fondo a un burrone.

## Cause
Gli investigatori stabilirono che l'aereo venne colpito da una forte turbolenza entrando in una zona adatta alla formazione di ghiaccio sulle ali, portando allo schianto. Tuttavia nessuno fu in grado di determinare la causa della discesa dell'aereo in condizioni di forte turbolenza e formazione di ghiaccio.